# إركي مالينيوس
إركي مالينيوس (بالفنلندية: Erkki Mallenius)‏ (12 يناير 1928 – 2 يوليو 2003) هو ملاكم فنلندي راحل، مثّل بلاده في الألعاب الأولمبية الصيفية 1952 وحقق الميدالية البرونزية في فئة وزن الوالتر الخفيف.

## روابط خارجية
إركي مالينيوس على موقع أوليمبيديا (الإنجليزية)